# HD20293
HD20293 — хімічно пекулярна зоря спектрального класу A3, що має видиму зоряну величину в смузі V приблизно  6,2.
Вона  розташована на відстані близько 548,2 світлових років від Сонця.

## Фізичні характеристики
Зоря HD20293 обертається 
дуже швидко 
навколо своєї осі. Проєкція її екваторіальної швидкості на промінь зору становить  Vsin(i)=207км/сек.